# Truget

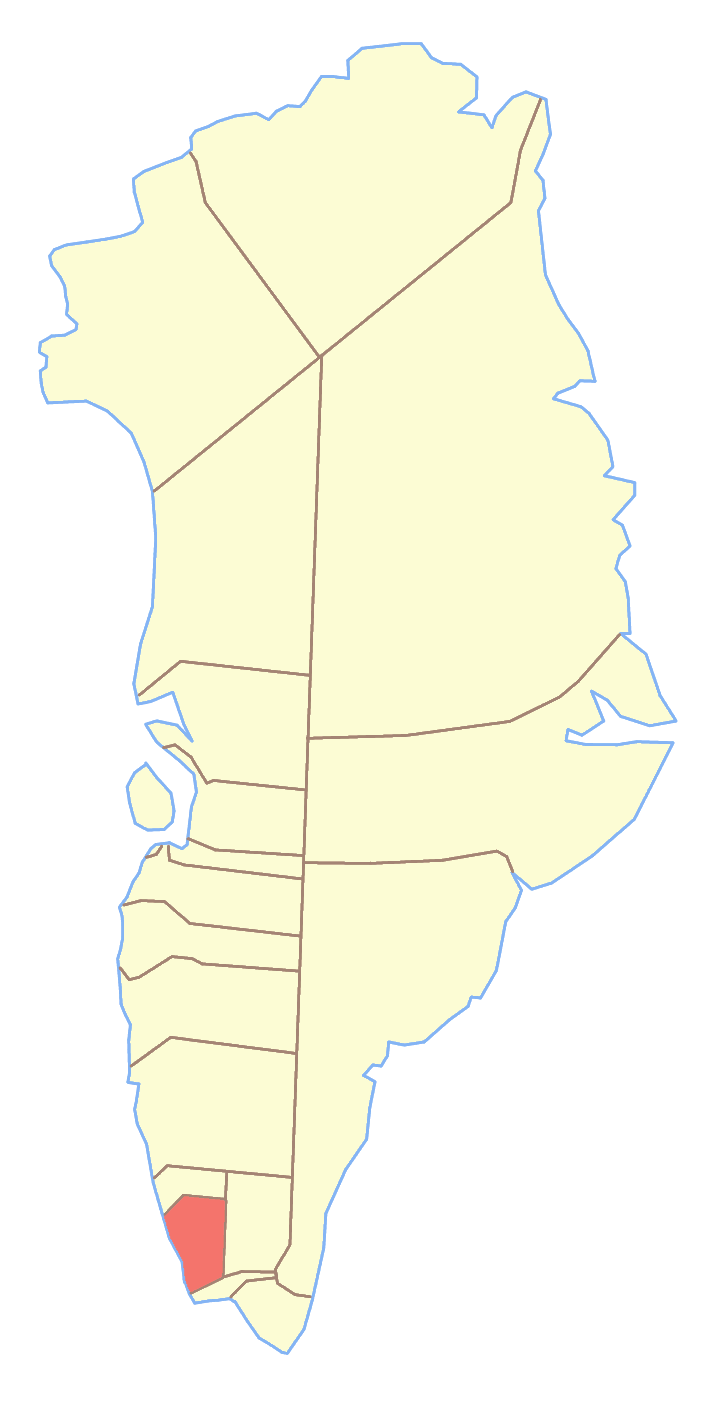
Ex comune di Ivittuut, dove si trovava il Truget

Il Truget è un lago della Groenlandia.. Si trova presso il Mare del Labrador, a 544 m sul mare, a 61°17'N 47°48'O; appartiene al comune di Sermersooq.